# 世爵公司
世爵（Spyker N.V.）是一个荷兰的汽车手工制造企业，專門生产世爵汽车。企业名称沿用了於1929年破产的世爵公司的商标及名称，但两家公司并沒有直接的从属关联。其企业格言“Nulla tenaci invia est via”，是“执著强悍，畅行无阻”的拉丁語。2014年12月18日，世爵公司宣告破產。

## 历史

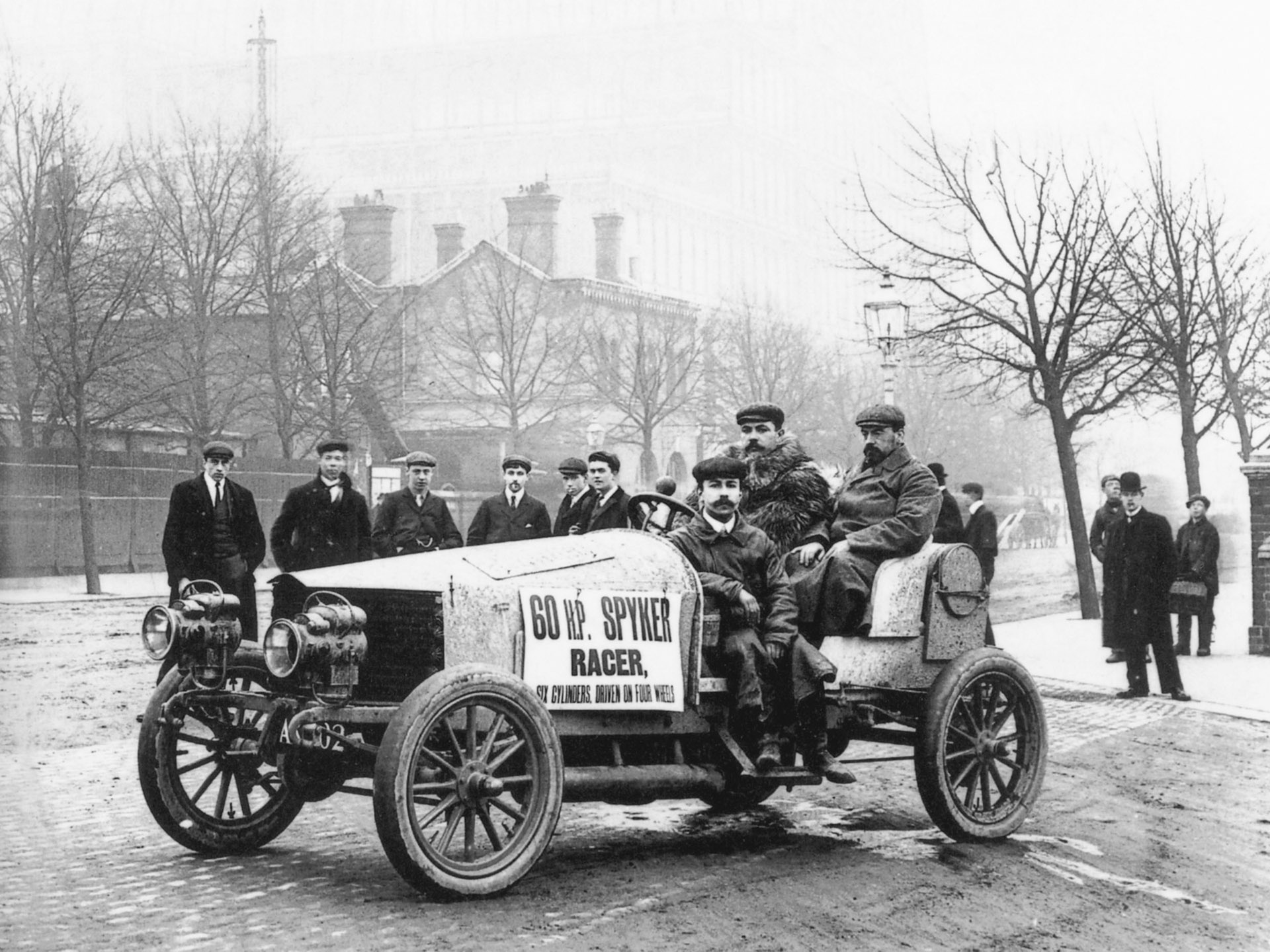
Spyker 60 HP (1903)

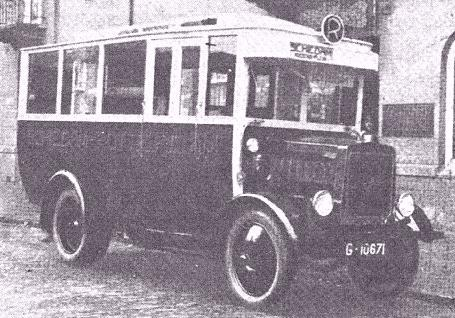
Spyker C2卡车

早期的世爵公司于1880年由生产马车的商人雅各布斯·斯派克（Jacobus Spijker）和亨德里克-杨·斯派克（Hendrik-Jan Spijker）创立，并命名为Spijker，为了使品牌更加适应国外市场，遂在1903年将字母中的“ij”替换为“y”。其最初的基地位于希弗尔苏姆（Hilversum），后于1898年迁至阿姆斯特丹的特隆朋堡（Trompenburg）。
世爵在1898年制造的“黄金典礼马车”，至今仍在被荷兰皇室使用，世爵也成为荷兰皇室最钟爱的汽车品牌。

世爵同样在1898年开始汽车制造，1900年他们的第一辆汽车正式面世，搭载由本茨提供的双缸3hp和5hp引擎。1903年推出了在当时极为先进的Spyker 60 HP车型。这是世界上第一辆拥有6气缸发动机和恒时四轮驱动、四轮制动的汽车。

在第一次世界大战之前，民用汽车市场的需求开始衰退，世爵开始寻求多元化的生产模式。尽管如此，世爵公司仍凭借其18hp的车型成功参加了1907年的北京到巴黎拉力赛，并获得亚军。
亨德里克-杨·斯派克于1907年去世，他乘坐的渡轮从英格兰返国途中沉没，这个损失也导致了早期世爵的最后破产。1913年世爵陷入财政危机，1915年一个投资人小组将公司买下，并将其并入荷兰飞机制造股份公司，但雅各布斯·斯派克没有参与。新公司更名为“荷兰汽车与飞机公司（Nederlandsche Automobiel en Vliegtuigfabriek Trompenburg）”，同时还推出了公司标识，即由一个水平的飞机螺旋桨穿越镌刻公司座右铭的辐轮。被接管后的世爵摈弃了复杂繁琐的模式，并生推出简化的车型13/30 C1，但销量令人失望。
在第一次世界大战期间，世爵还生产了100架战斗机和200台航空发动机。
1922年，世爵再次陷入破产边缘，虽然继续保持生产并且降价销售，但业务仍直线下降。直到1926年公司耗尽所有的资金前，其最后生产的产品是C2 两吨级卡车和C4型轿车。
早期的世爵公司共生产制造了超过约2000辆汽车。
2009年，世爵汽车計劃從通用汽車收購紳寶汽車，並於2010年1月26日達成協議。

## 赛车运动

### 世爵F1车队

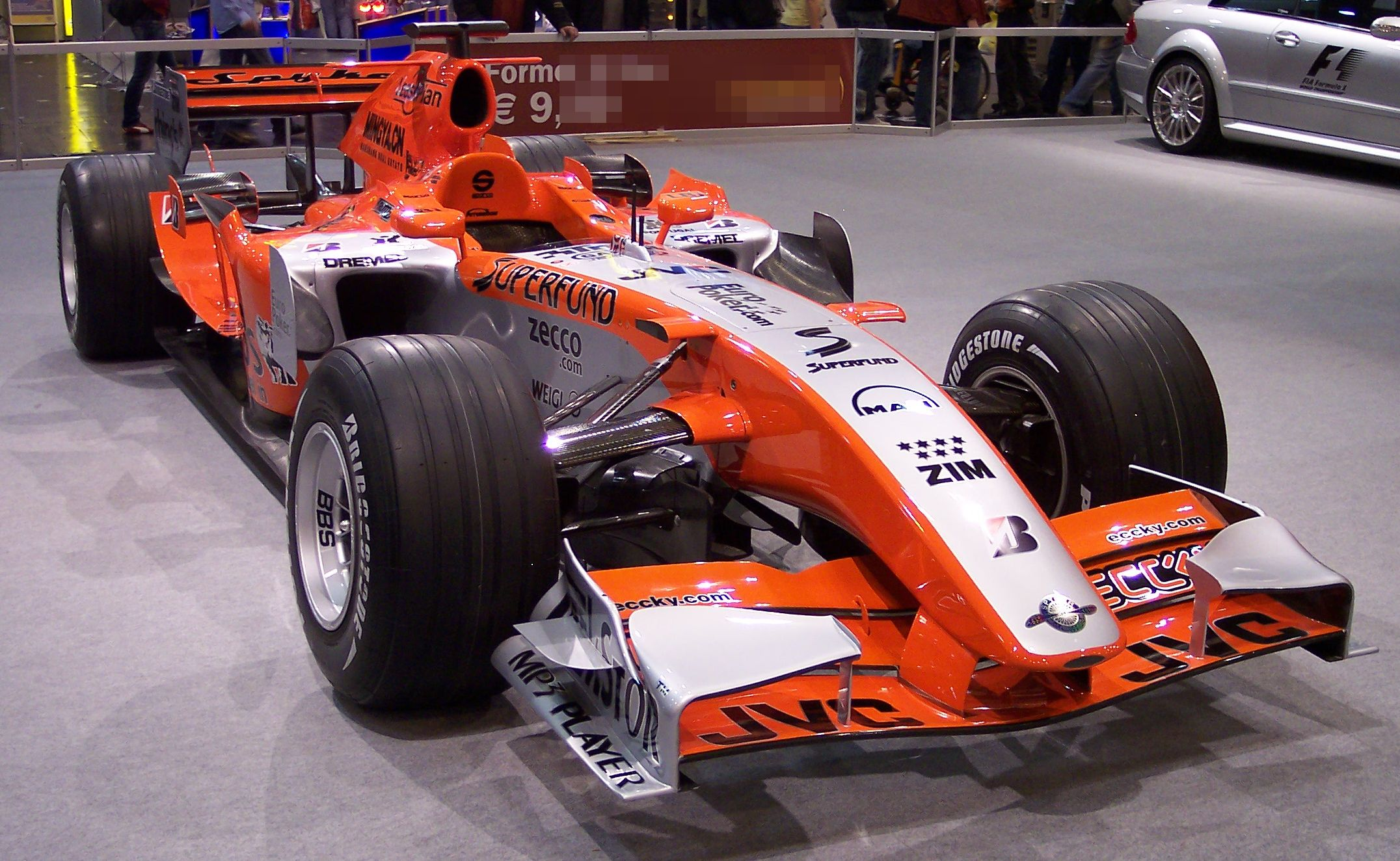
世爵F1赛车

2006年9月9日，世爵从俄罗斯商人阿列克斯·斯奈德（Alex Shnaider）手中购入米德兰F1车队。世爵公司为此支付了1.06亿美元 将其改造成为世爵F1车队并参加了2006赛季的最后3站比赛。作为交易的一部分，原赛车在最后3站赛事中改换了涂装参加比赛。
由于世爵的基地位于荷兰，新的世爵F1车队即时使用荷兰国旗（而不是俄罗斯国旗）。在2007赛季，该车队被命名为酋长-阿尔达尔-世爵F1车队（Etihad Aldar Spyker Formula One Team）。因来自原油富饶产地的Etihad（阿联酋航空）和Aldar（房地产开发商）成为车队的主要赞助商。
在2007年9月30日的日本大奖赛中，车队获得了其首个冠军积分。驾驶者艾德里安·苏蒂尔以第6名的成绩完成比赛。
2007年赛季快结束之际，印度商人维加·马尔雅（Vijay Mallya）和荷兰商人Michiel Mol所经营的控股公司收购了世爵车队，对外报价为在8000万欧元左右，并在2008年赛季以印度力量车队（Force India F1）之名出赛。

### 世爵车队
世爵车队是由工厂直属的竞赛团队，参与如勒芒24小时耐力赛、勒芒系列赛、国际汽联GT冠军赛和赛伯灵12小时耐力赛等比赛。世爵也为瑞士的世爵经销商提供赛车，并冠以世爵的名称参与各项汽车竞赛。

## 链接
- 官方网站
- Spyker Squadron web site （页面存档备份，存于）